# Punktförmige Zugbeeinflussung

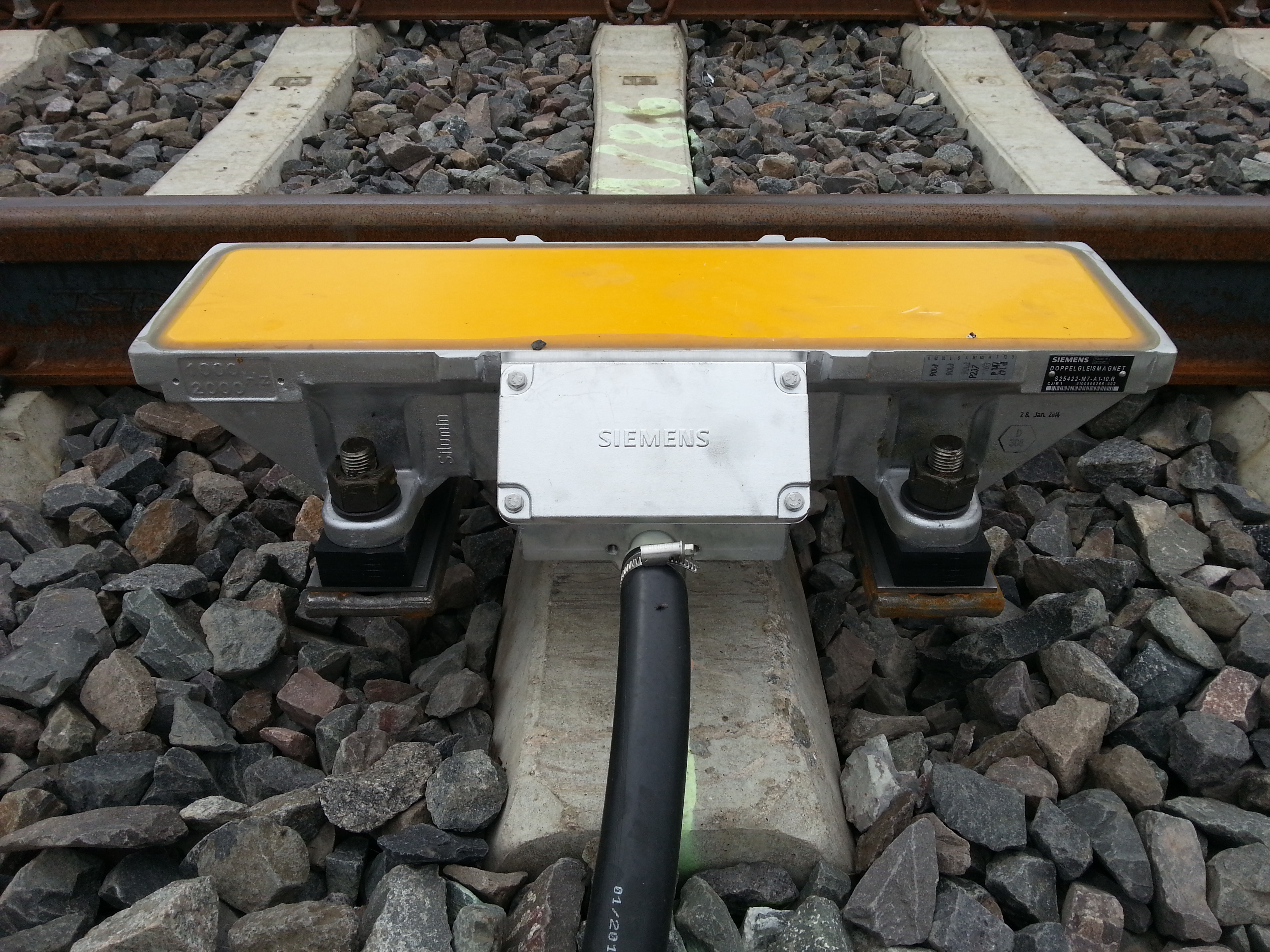
Gleismagnet für die Punktförmige Zugbeeinflussung (Siemens, kleine Bauform)

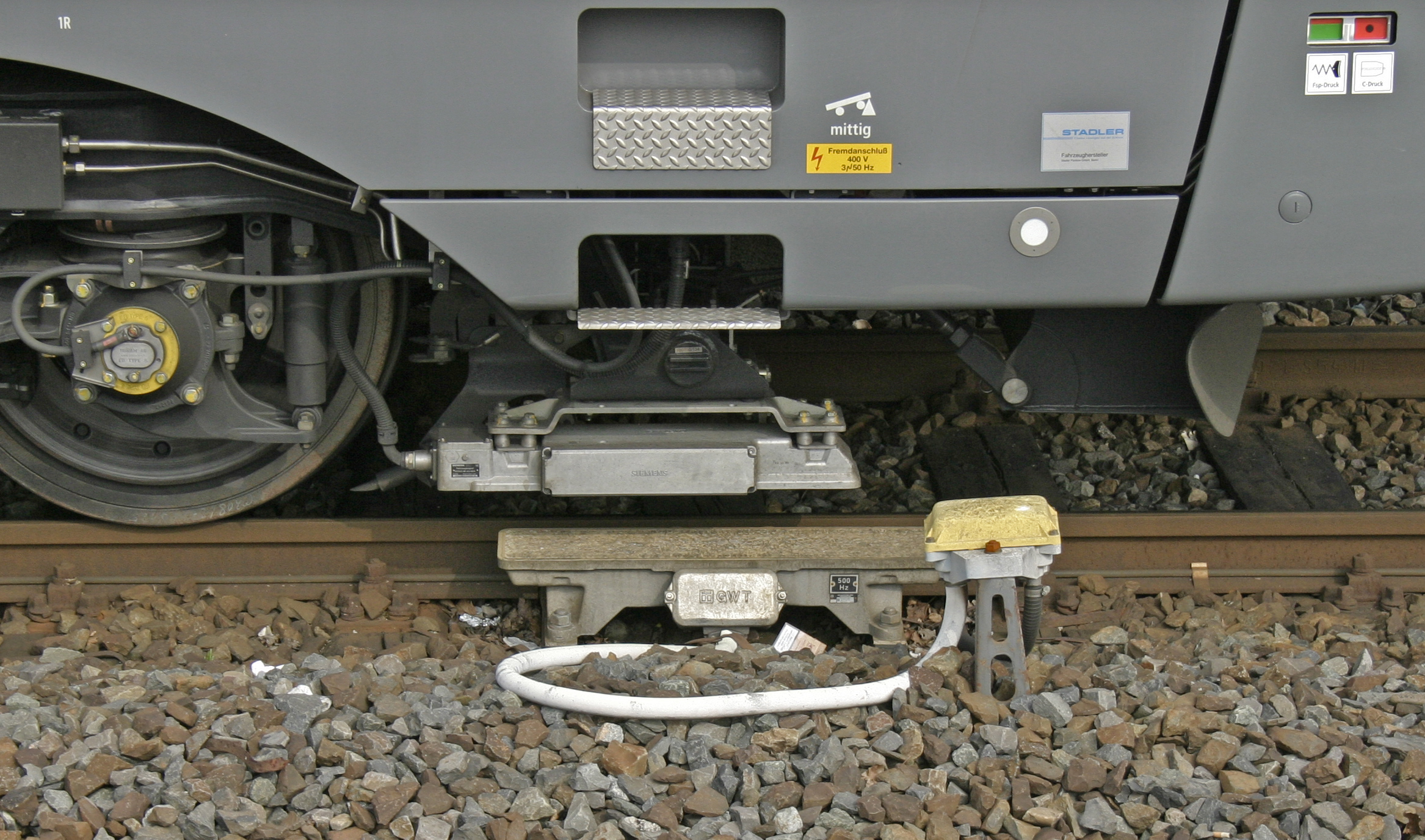
Gleismagnet (GWT, 500 Hz, unten) und Fahrzeugmagnet (Siemens, oben)

Punktförmige Zugbeeinflussung (PZB) bezeichnet verschiedene Systeme von Zugbeeinflussung, die an ausgewählten Punkten einer Schienenstrecke eine Überwachung und Beeinflussung schienengebundener Fahrzeuge ermöglichen. Überwacht wird bei aktuell gebräuchlichen Systemen hauptsächlich, ob ein haltzeigendes Signal überfahren wurde, ob Geschwindigkeitsbeschränkungen eingehalten werden sowie, ob der Triebfahrzeugführer fahrteinschränkende Signale wahrnimmt und mit Betätigung der Wachsamkeitstaste quittiert. Das aktuelle deutsche System PZB 90 basiert auf dem 1934 eingeführten Indusi-System in Dreifrequenz-Resonanzbauart.
Die jeweils geltende Beschränkung bzw. Information wird an bestimmten Punkten durch Schwingkreise am Gleis (sogenannte „Gleismagnete“) an das Fahrzeug übertragen und von der Fahrzeugeinrichtung ausgewertet. Bei Missachtung einer Beschränkung bzw. Unaufmerksamkeit löst die Fahrzeugeinrichtung eine Zwangsbremsung aus. Ein Übergehen von Eingriffen eines PZB-Systems ist teilweise möglich und für die Weiterführung des Betriebes erforderlich. Diese Eingriffe werden von der Fahrzeugeinrichtung registriert.
Punktförmig wirkende Zugbeeinflussungssysteme überwachen nur die Einhaltung signalisierter Beschränkungen sowie die Aufmerksamkeit des Triebfahrzeugführers. Sie schließen die Sicherheitslücke zwischen Signalisierung und Fahrzeug, für die sonst die Triebfahrzeugführer ohne technische Unterstützung allein verantwortlich sind. Sie können und sollen nicht prüfen, ob die jeweils geltenden Beschränkungen ausreichend sind. Beispielsweise können sie nicht feststellen, ob ein Streckenabschnitt hinter einem fahrtzeigenden Signal oder einem Signal in Haltstellung, das mit Genehmigung und zeitweiser PZB-Umgehung überfahren wird, wirklich frei ist. Ursprünglich sollte die punktförmige Zugbeeinflussung verdeckt arbeiten und zumindest bei uneingeschränkten Fahrtbegriffen keine zusätzlichen Bedienhandlungen des Triebfahrzeugpersonals erfordern, doch dieses Prinzip konnte nicht beibehalten werden.
Punktförmig wirkende Zugbeeinflussungssysteme können strecken- und fahrzeugseitig parallel zu anderen Zugbeeinflussungssystemen eingebaut werden. Bei der linienförmigen Zugbeeinflussung (LZB) dient die PZB als Rückfallebene, da alle Fahrzeuge mit LZB-Fahrzeugeinrichtung auch eine PZB-Ausrüstung besitzen. Im Rahmen der Einführung des European Train Control System (ETCS) ist PZB ein Class-B-System, das die Doppelausrüstung auf Strecken mit ETCS-Level 1 oder 2 ermöglicht. Die PZB wirkt in beiden Fällen nur bei Fahrzeugen, die über keine LZB- oder ETCS-Ausrüstung verfügen oder als Rückfallebene bei und nach Übertragungsausfällen.
Ende 2019 waren 32 398 von 33 291 km Betriebslänge im Netz der Deutschen Bahn mit PZB ausgerüstet, mit steigender Tendenz.

## PZB 90
Das aktuell in Deutschland gebräuchliche, punktförmig wirkende Zugbeeinflussungssystem ist eine mikroprozessorgesteuerte Variante der unter dem Namen Indusi in Deutschland in den 1930er Jahren eingeführten Form der induktiven punktförmigen Zugbeeinflussung. Gemäß dem Betriebsprogramm wird diese Form der Zugbeeinflussung PZB 90 genannt. Gegenüber den Vorgängerversionen hat das Betriebsprogramm der PZB 90 wichtige Erweiterungen erfahren. Das System besteht aus Strecken- und Fahrzeugeinrichtungen.
PZB 90 oder ihre Vorgängerbauarten werden auch in Österreich, Rumänien, Israel, der Türkei und in den Nachfolgestaaten Jugoslawiens verwendet.

### Gemeinsamkeiten mit Vorgängerversionen

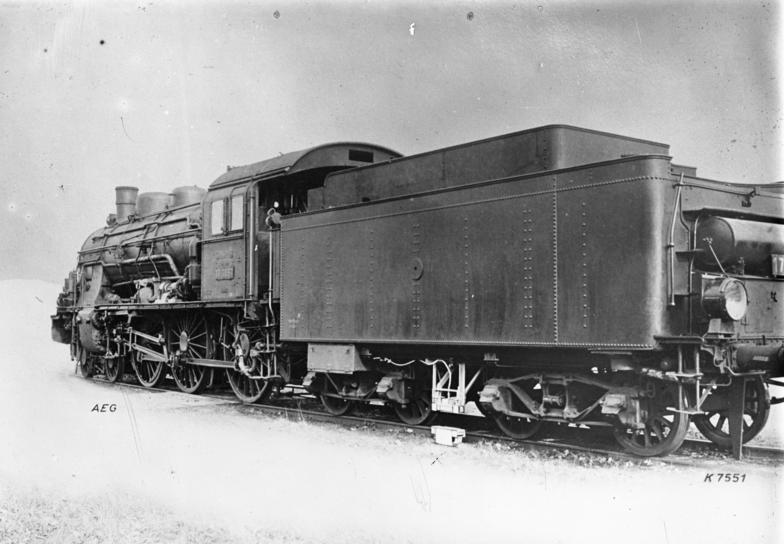
Fahrzeugmagnet einer Versuchsbauform am Tender einer Dampflokomotive (1930)

Die PZB soll vor allen Dingen durch Zwangsbremsungen eine unzulässige Vorbeifahrt an einem haltzeigenden Signal verhindern. Das System wird dabei nicht nur an Vor- und Hauptsignalen eingesetzt, sondern auch an Bahnübergangs-Überwachungssignalen, Sperrsignalen oder Einfahrten in Stumpfgleise. Eine weitere Anwendung der PZB ist die Überwachung der zulässigen Geschwindigkeit vor einem Gefahrenpunkt auf der Strecke durch einen Geschwindigkeitsprüfabschnitt.
Die Streckenausrüstung besteht aus 1000-Hz-Gleismagneten etwa an Standorten von Geschwindigkeitsanzeigern, Überwachungssignalen, Vorsignalen und Langsamfahrscheiben, 500-Hz-Magneten zum Beispiel 150 bis 300 Meter vor Hauptsignalen (i. d. R. 260 Meter) sowie bei Langsamfahrstellen und 2000-Hz-Magneten beispielsweise an Sperrsignalen und an Hauptsignalen sowie in Geschwindigkeitsprüfabschnitten. Am Standort von Hauptsignalen, die eine Vorsignalisierung enthalten können, werden Doppelgleismagnete für 1000 und 2000 Hz eingebaut. Der Fahrzeugmagnet enthält drei Schwingkreise für 500, 1000 und 2000 Hz, diese erzeugen je ein elektromagnetisches Wechselfeld, das beim Überfahren von wirksamen Gleismagneten in deren Schwingkreis eine Spannung induziert. Durch Gegeninduktion fällt der Ruhestrom der betreffenden Frequenz im Fahrzeugschwingkreis ab, wodurch eine Reaktion im Fahrzeuggerät ausgelöst wird. Bei fahrtzeigendem Signal werden die Schwingkreise der Gleismagnete kurzgeschlossen und damit so verstimmt, dass keine Wirkung im Fahrzeuggerät ausgelöst wird.

## Einführung und Verbreitung der PZB 90
Nach mehreren schweren Unfällen wurde Mitte der 1990er Jahre durch eine Weiterentwicklung der Indusi das System PZB 90 eingeführt. PZB 90 ist im engeren Sinne nur ein Betriebsprogramm, das teilweise durch Umbauten in die vorhandenen Indusi-Fahrzeuggeräte I 60 oder PZ 80 implementiert wurde (siehe auch: Indusi: Weitere Entwicklung).
Im Frühling 2011 waren rund 4200 Streckenkilometer im Netz der Deutschen Bahn ohne PZB-Streckenausrüstung; davon befanden sich etwa 80 Prozent im Netz der ehemaligen Deutschen Reichsbahn. Unterschiedliche Quellen berichteten damals von einem Bedarf von 500 bis 800 noch auszurüstenden Streckenkilometern. Davon ausgenommen waren viele im Zugleitbetrieb betriebene Strecken.
Nach dem Eisenbahnunfall von Hordorf wurden 2012 die letzten Lücken geschlossen.
Die Streckenausrüstung wurde durch die weitere Ausrüstung mit 500-Hz-Magneten, die nun in der Regel 260 Meter (bis 2018: 250 Meter) statt wie früher 150 bis 200 Meter vor dem Hauptsignalstandort liegen, ergänzt. Steht hinter einem Hauptsignal ein ständig freier Regelschutzabschnitt von 450 Metern zur Verfügung, wird auf den Einbau eines 500-Hz-Magneten auch weiterhin verzichtet. Das betrifft auch Blocksignale, sofern der Abstand zum Folgenden größer ist als die größte zulässige Zuglänge zuzüglich 450 Meter.
Gleismagnete und Gleismagnethalter gibt es von mehreren Herstellern, wobei jeder eigene Bauarten liefert. Elektrisch sind sie gleichwertig und bei Vorliegen einer Zulassung im jeweiligen Einsatzland unabhängig von der Stellwerksbauform gegeneinander austauschbar. Für die 1000- und 2000-Hz-Beeinflussungen werden nur noch Doppelgleismagnete hergestellt, sie sind mit einzulegenden Brücken oder durch Steuerkontakte umschaltbar. Vorhandene Einfachgleismagnete können weiterverwendet werden.
In die Gleismagnethalter ist der Ausgleich für die Regelschienenneigung von 1:40 eingearbeitet. Für den Einbau an senkrecht stehenden Schienen in Weichen und Kreuzungen oder den inzwischen nur noch wenigen Gleisabschnitten mit der alten Schieneneigung von 1:20 gibt es Aluminiumzwischenlagen mit keilförmigem Querschnitt.

## Betriebsprogramm

Anordnung der PZB-Leuchtmelder

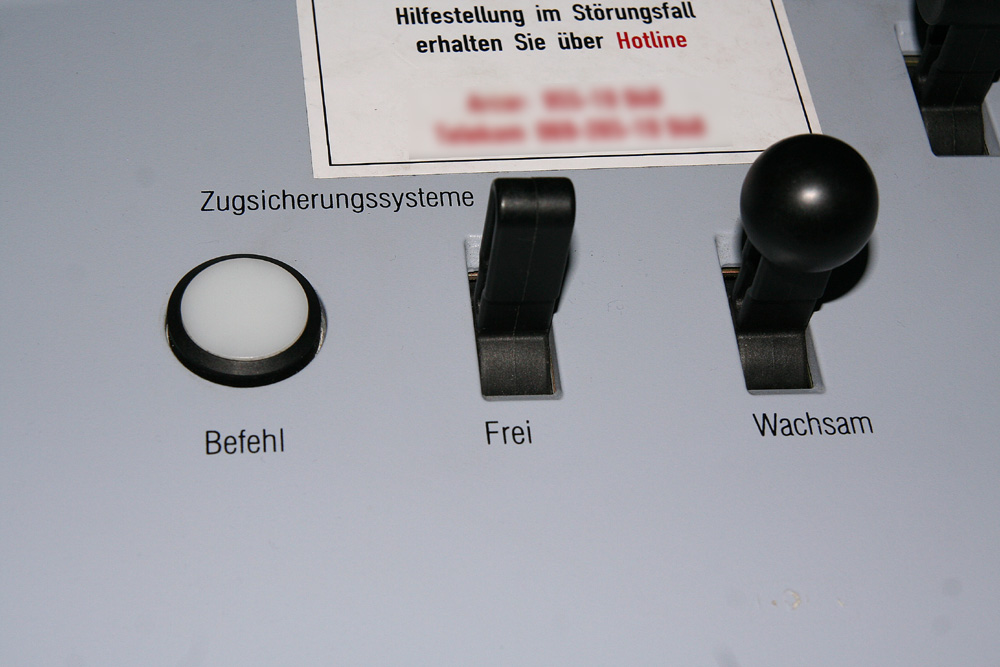
Die drei PZB-Taster eines ICE T

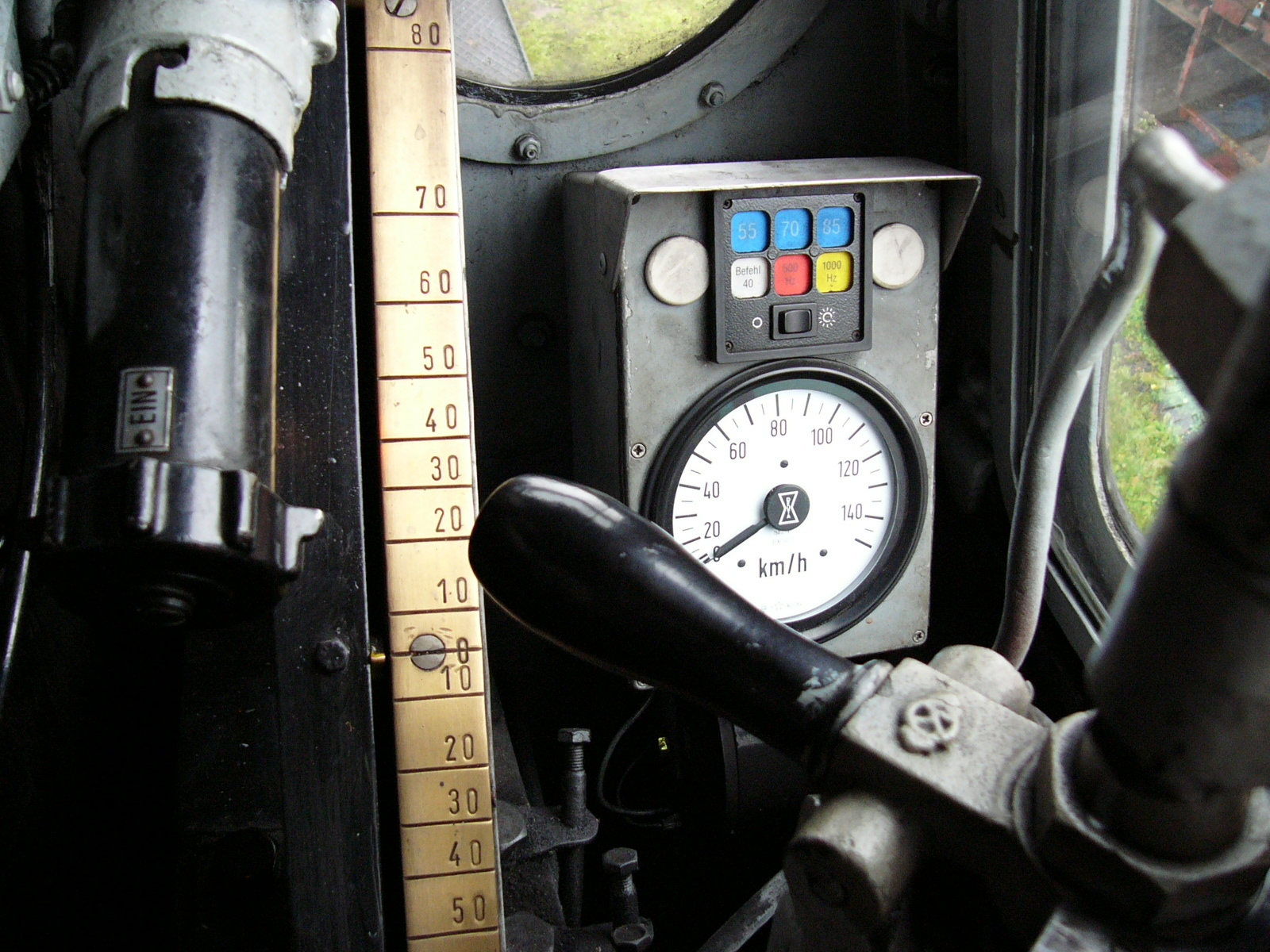
Leuchtmelderblock EZ155, Tachometer und darunter Summer auf einer Dampflokomotive

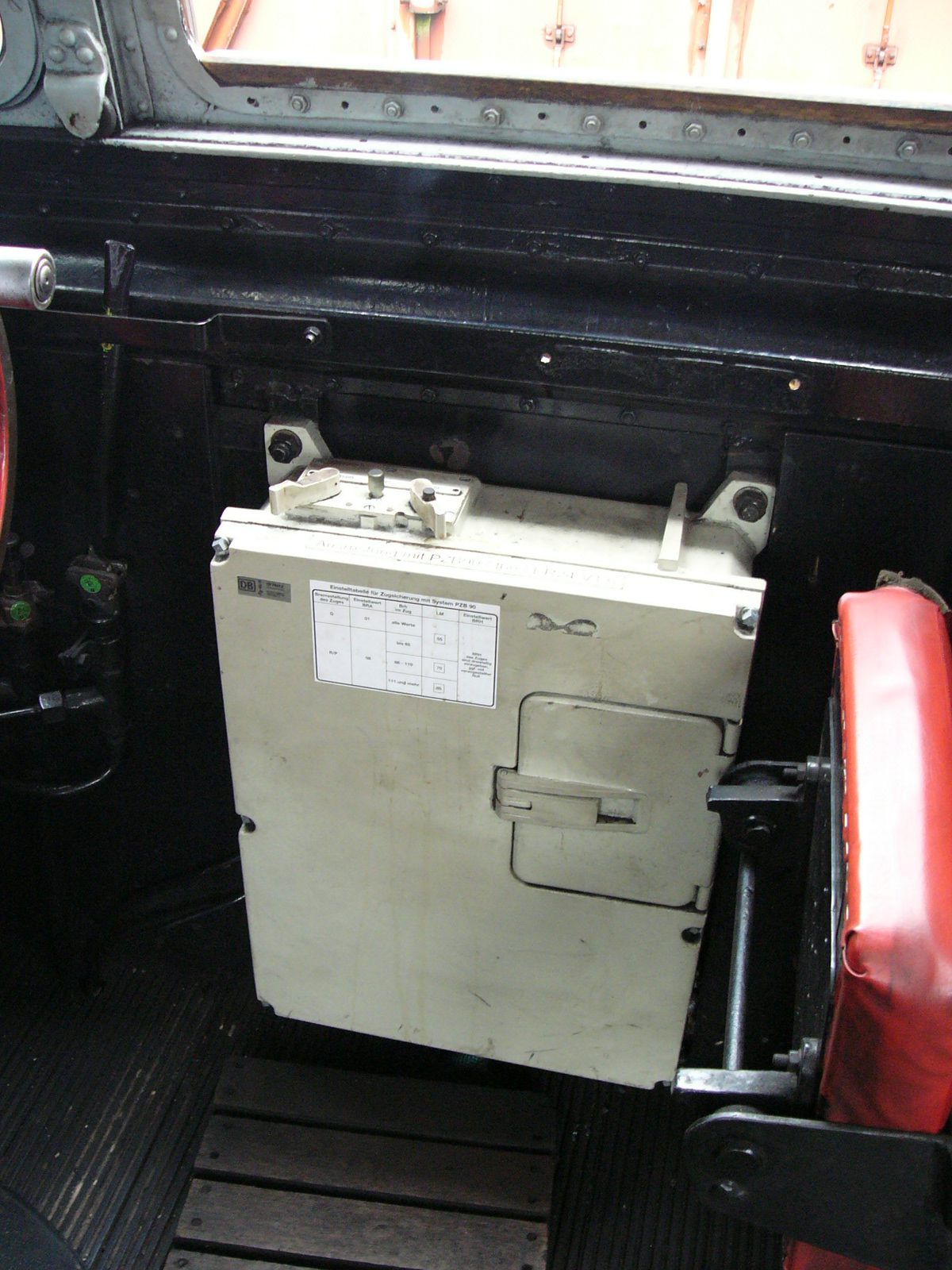
Siemens I60/ER24-Schaltgehäuse mit Bedientasten auf einer Dampflokomotive

Das Betriebsprogramm hat gegenüber der ursprünglichen Indusi wichtige Erweiterungen erfahren.

### 1000-Hz-Geschwindigkeitsüberwachung
Nach der 1000-Hz-Beeinflussung eines Halt oder eine starke Geschwindigkeitsverringerung erwarten zeigenden Vorsignals, eines Hauptsignals mit Vorsignalisierung oder eines Überwachungssignals einer Bahnübergangssicherungsanlage muss innerhalb von 2,5 Sekunden (bei neueren Fahrzeugen mit MV-Bus, bei Altanlagen 4 Sekunden) die Wachsamkeitstaste bedient werden, sonst wird eine Zwangsbremsung ausgelöst. Anschließend erfolgt eine zugart- und zeitabhängige Geschwindigkeitsüberwachung (Vü1), die nicht wie bei der Indusi-Altbauart I60R/I80 nur einmal nach 700 Metern nach der Beeinflussung wirkt, sondern eine zu unterfahrende Bremskurve nachbildet. Nach 700 Metern bleibt die Überwachungsgeschwindigkeit konstant, ohne weitere Beeinflussungen läuft sie bis 1250 Meter nach der Beeinflussung weiter. Die PZB-90-Zugart ist vom Bremsverhältnis (Bremshundertstel) abhängig:
Weil die Geschwindigkeitsüberwachung nicht nur punktförmig, sondern quasi-kontinuierlich durch Bremskurven erfolgt, wurden mit der Software-Version 1.6 die Prüfgeschwindigkeiten gegenüber der Indusi verschärft. Es wurden niedrigere Geschwindigkeiten und spätere Zeitpunkte, bei denen diese Geschwindigkeiten nicht überschritten werden dürfen, festgelegt.
Züge, die nach einer 1000-Hz-Beeinflussung während mehr als 15 Sekunden die Umschaltgeschwindigkeit Vum von 10 km/h unterschreiten, werden danach auf die restriktive Geschwindigkeit von 45 km/h (Vü2) überwacht. Somit unterliegt ein Zug, der zwischen Vor- und Hauptsignal hält, der restriktiven Überwachungsfunktion.
Eckdaten der verschiedenen Geschwindigkeitsüberwachungskurven am 1000-Hz-Magnet in Abhängigkeit von der Zugart:
| PZB-90-Zugart | Bremshundertstel | normale Geschwindigkeitsüberwachung Vü1 | restriktive Geschwindigkeitsüberwachung Vü2 | Umschaltgeschwindigkeit Vum |
| ------------- | ---------------- | --------------------------------------- | ------------------------------------------- | --------------------------- |
| O             | über 110         | von 165 auf 85 km/h in 23 s             | konstant 45 km/h                            | konstant 10 km/h            |
| M             | 66 bis 110       | von 125 auf 70 km/h in 29 s             | konstant 45 km/h                            | konstant 10 km/h            |
| U             | unter 66         | von 105 km/h auf 55 km/h in 38 s        | konstant 45 km/h                            | konstant 10 km/h            |

Diese Tabelle gilt nur in den Bremsstellungen P/R, in der Bremsstellung G wird immer auf die PZB-Zugart U überwacht.
Die normale Geschwindigkeitsüberwachung entspricht einer Bremsverzögerung von 0,97 m/s² (O), 0,53 m/s² (M) bzw. 0,36 m/s² (U).

### 500-Hz-Geschwindigkeitsüberwachung
Beim Überfahren eines wirksamen 500-Hz-Magneten wird für die nächsten 250 Meter wiederum eine kontinuierliche wegabhängige Geschwindigkeitsüberwachung (Vü1) ausgelöst. Auch hier wird nach Unterschreitung der Umschaltgeschwindigkeit (Vum) auf die restriktive Geschwindigkeitsüberwachung (Vü2) umgeschaltet. Bei den Zugarten M und U ist diese konstant auf 10 km/h festgelegt. Diese restriktive 500-Hz-Geschwindigkeitsüberwachung wird auch bei einer 500-Hz-Beeinflussung während einer bereits laufenden restriktiven 1000-Hz-Geschwindigkeitsüberwachung aktiviert (Übergabe der Restriktion).
Eckdaten der verschiedenen Geschwindigkeitsüberwachungskurven am 500-Hz-Magnet:
| PZB-90- Zugart | normale Geschwindigkeits- überwachung Vü1 | restriktive Geschwindigkeits- überwachung Vü2 | Umschaltgeschwindigkeit Vum |
| -------------- | ----------------------------------------- | --------------------------------------------- | --------------------------- |
| O              | von 65 auf 45 km/h in 153 m               | von 45 auf 25 km/h in 153 m                   | von 30 auf 10 km/h in 153 m |
| M              | von 50 auf 35 km/h in 153 m               | konstant 25 km/h                              | konstant 10 km/h            |
| U              | von 40 auf 25 km/h in 153 m               | konstant 25 km/h                              | konstant 10 km/h            |

### 2000-Hz-Zwangsbremsung
Der an Hauptsignalstandorten liegende 2000-Hz-Gleismagnet löst wie bisher bei haltzeigendem Signal sofort eine Zwangsbremsung aus. Damit werden Züge, die am Hauptsignal vorbeigefahren sind, innerhalb des Durchrutschweges zum Stillstand gebracht.
Ein vom Fahrdienstleiter ausgestellter Befehl, ein Ersatzsignal (Zs 1), ein Vorsichtsignal (Zs 7), ein Gegengleisfahrt-Ersatzsignal (Zs 8) oder eine Rangierfahrt (mit Signal Sh 1/Ra 12) können den Triebfahrzeugführer veranlassen, am Halt zeigenden Hauptsignal vorbeizufahren. Er hat dann die Befehlstaste – einen Kipp- oder Drucktaster – zu betätigen, wodurch eine Zwangsbremsung verhindert wird. Während der Tastenbedienung ertönt ein Summer oder eine Sprachausgabe als Aufforderung zur Rücknahme der Tastenbedienung. Die Befehlstaste muss gehalten werden, bis der Fahrzeugmagnet den wirksamen Gleismagnet passiert hat.
Nach Passieren des 2000-Hz-Magnetes mit gedrückter Befehlstaste leuchtet der Leuchtmelder „Befehl 40“ auf. Bei einer gefahrenen Geschwindigkeit von mehr als 40 km/h ist die Bedienung der Befehlstaste wirkungslos.
Das Bedienen der Befehlstaste wird vom Registriergerät aufgezeichnet. Die betrieblichen Regelungen für Zugfahrten mit besonderem Auftrag sind zu beachten.

### Freitaste zur Verminderung von Betriebsbehinderungen und Erhöhung der Sicherheit
Nachdem der Triebfahrzeugführer 700 Meter seit einer 1000-Hz-Beeinflussung zurückgelegt hat, kann er sich durch Betätigen der Freitaste aus der Geschwindigkeitsüberwachung befreien. Damit können Betriebsbehinderungen verhindert werden, wenn das Signal zwischenzeitlich auf Fahrt gewechselt hat. Ein Befreien ist auszuführen, wenn der Triebfahrzeugführer zweifelsfrei einen Fahrtbegriff größer 30 km/h wahrgenommen hat und wenn keine 500-Hz-Beeinflussung innerhalb von 550 m zu erwarten ist. Hierbei wird die Überwachungsfunktion unwirksam, läuft aber über die verbleibende Wegstrecke im Hintergrund weiter. Bei einer erneuten 1000-Hz-Beeinflussung in diesem Bereich wird die Überwachungsfunktion wieder wirksam, bei einer 500-Hz-Beeinflussung nach einer unzulässigen Befreiung wird unabhängig von der Geschwindigkeit eine Zwangsbremsung eingeleitet. Aus einer 500-Hz-Überwachung kann sich der Triebfahrzeugführer mit der Freitaste nicht mehr befreien, da die Zwangsbremsung am 2000-Hz-Magnet zu spät erfolgen würde. Die Befreiungsmöglichkeit und die bis 1250 Meter nach einer 1000-Hz-Beeinflussung verdeckt weiterlaufende Geschwindigkeitsüberwachung wurden bereits mit der Bauart PZ 80 eingeführt. Folgt innerhalb dieser 1250 Meter, bzw. dem Rest bis zum Ablauf derer ab Befreiung, eine weitere 1000-Hz-Beeinflussung, so wird sofort die durch den Leuchtmelder angezeigte Geschwindigkeit der jeweiligen Zugart überwacht.

### Restriktiver Modus
Die Einführung des restriktiven Modus im Fahrzeuggerät war eine wesentliche Neuerung der PZB 90 gegenüber den Vorgängerversionen. Nach einer Unterschreitung der Umschaltgeschwindigkeit (Vum) wird auf die restriktive Geschwindigkeitsüberwachung (Vü2) umgeschaltet. Dies soll gewährleisten, dass ein Zug, der nach einem Halt gegen ein Halt zeigendes Hauptsignal fährt und beschleunigt, innerhalb des Durchrutschweges zum Stehen kommt.
Sowohl eine 1000-Hz-Beeinflussung als auch eine 500-Hz-Beeinflussung kann restriktiv werden, wenn die Umschaltgeschwindigkeit (abhängig von der Zugart, siehe oben) ausreichend lange unterschritten wurde. Dies schließt auch einen ausreichend lang andauernden Halt ein.
Wird eine 1000- oder 500-Hz-Beeinflussung restriktiv, so wird dies durch Wechselblinken der Zugart-Leuchtmelder 70 und 85 angezeigt.
Falls nun gegen das haltzeigende Signal angefahren werden sollte, erlaubt die PZB lediglich eine Geschwindigkeit von 25 km/h (nach 500-Hz-Beeinflussung) bzw. 45 km/h (nach 1000-Hz-Beeinflussung).
Der Triebfahrzeugführer kann sich auch im restriktiven Modus mit der Freitaste aus der Geschwindigkeitsüberwachung befreien, wenn keine 500-Hz-Beeinflussung aktiv ist. Er darf dies nur, wenn er zweifelsfrei einen Fahrtbegriff > 30 km/h erkannt hat und innerhalb der nächsten 550 m keine weitere Beeinflussung zu erwarten ist. Ansonsten gelten die gleichen Regeln wie bei der Befreiung aus einer nicht restriktiven 1000-Hz-Beeinflussung: Eine weitere 1000-Hz-Beeinflussung überwacht die Einhaltung der durch den Leuchtmelder angezeigten Geschwindigkeit (anstelle der restriktiven 45 km/h, zur Vermeidung von Betriebseinschränkungen), eine weitere 500-Hz-Beeinflussung führt zur sofortigen Zwangsbremsung. Um den Betrieb nicht zu stark zu beeinträchtigen, wird der Halteplatz an Bahnsteigen mit einer Haltetafel (Ne 5) entweder vor einen 500-Hz-Magnet oder an das Ende der Überwachungsstrecke – also kurz vor den 2000-Hz-Magnet beim Hauptsignal – gelegt.

#### Startprogramm
Diese Überwachungsfunktion wurde für beginnende oder wendende Zugfahrten entwickelt. Das Startprogramm verhindert für eine definierte Wegstrecke die Überschreitung der Geschwindigkeit von 45 km/h, da sich das Fahrzeug vor einem haltzeigenden Signal befinden könnte. Beim Verlegen des Fahrtrichtungsschalters in die Stellung „V“, bei einigen Fahrzeugen bereits bei Stellung „M“, wird das Startprogramm aktiviert, was der 1000-Hz-Überwachungsfunktion mit abgelaufener Wegstrecke für die Befreiung entspricht und somit 550 m lang läuft. Eine Befreiung ist daher technisch sofort möglich und zulässig, wenn die üblichen Bedingungen erfüllt sind.
Bis Version 1.6 war es möglich, das Fahrzeuggerät durch kurzzeitiges Verlegen des Richtungsschalters in Stellung „R“ zurückzusetzen, und sich somit unberechtigt aus restriktiven Überwachungsfunktionen zu befreien. Mit Version 2.0 wurde dies behoben.

### Überwachung der Höchstgeschwindigkeit des Zuges
Unabhängig von den Geschwindigkeitsüberwachungen, die durch die Gleismagneten ausgelöst werden, wird die Höchstgeschwindigkeit des Zuges überwacht, die zuvor in den Zugdaten unter „VMZ“ eingegeben werden muss. Die Höchstgeschwindigkeit des Triebfahrzeuges kann dabei niemals überschritten werden.
Die größte zulässige Geschwindigkeit eines signalgeführten Zuges mit wirksamer punktförmiger Zugbeeinflussung beträgt in Deutschland 160 km/h.
Die überwachte Höchstgeschwindigkeit beträgt in Abhängigkeit von der Zugart höchstens:
- für die Zugart O 165 km/h
- für die Zugart M 125 km/h
- für die Zugart U 105 km/h

Bei nicht wirksamer PZB ist die zulässige Höchstgeschwindigkeit in Deutschland seit Ende 2012 auf 50 km/h begrenzt, davor betrug die Begrenzung 100 km/h. Ist die PZB mittels Störschalter abgeschaltet, wird daher die Geschwindigkeit bei neuen PZB-Fahrzeugeinrichtungen auf 50 km/h, bei alten auf 100 km/h überwacht.

## Registrierungsfunktion
Das elektronische Registriergerät erfasst ständig Daten wie Fahrgeschwindigkeit, zurückgelegte Wegstrecke, Fahrtrichtung, Zustand der Hauptluftleitung (gefüllt/entlüftet), erfolgte Beeinflussungen, Bedienung der PZB-Tasten und Sammelstörmeldungen und speichert sie auf einer Datenspeicherkassette (DSK). Ebenfalls gespeichert werden die mithilfe des Zugdateneinstellers eingegebene Registriernummer des Eisenbahnfahrzeugführers, die Zugnummern sowie die aus der eingegebenen Bremsart und Bremshundertstel resultierende Betriebsart (O, M, U). Die Datenspeicherkassetten sind als Ringspeicher ausgelegt und speichern die Daten bis zu 30 000 km komprimiert und ungefähr die letzten 50 bis 90 km der zurückgelegten Fahrstrecke in ausführlicher Form im so genannten Kurzwegspeicher. Nach Unfällen oder anderen gefährlichen Ereignissen wird die Datenspeicherkassette mit den registrierten Daten sichergestellt und der Kurzwegspeicher ausgewertet.
Es existieren zwei Arten von Datenspeicherkassetten. Die mit der I60R eingeführte DSK10 enthält einen eigenen Mikrocontroller und speichert die Daten batteriegepuffert. Bei der DSK20, die bei Fahrzeugen mit MVB zum Einsatz kommt, besteht das eigentliche Speichermedium dagegen aus einer einfachen PCMCIA-Flashkarte.

Zugdateneinsteller (ZDE)
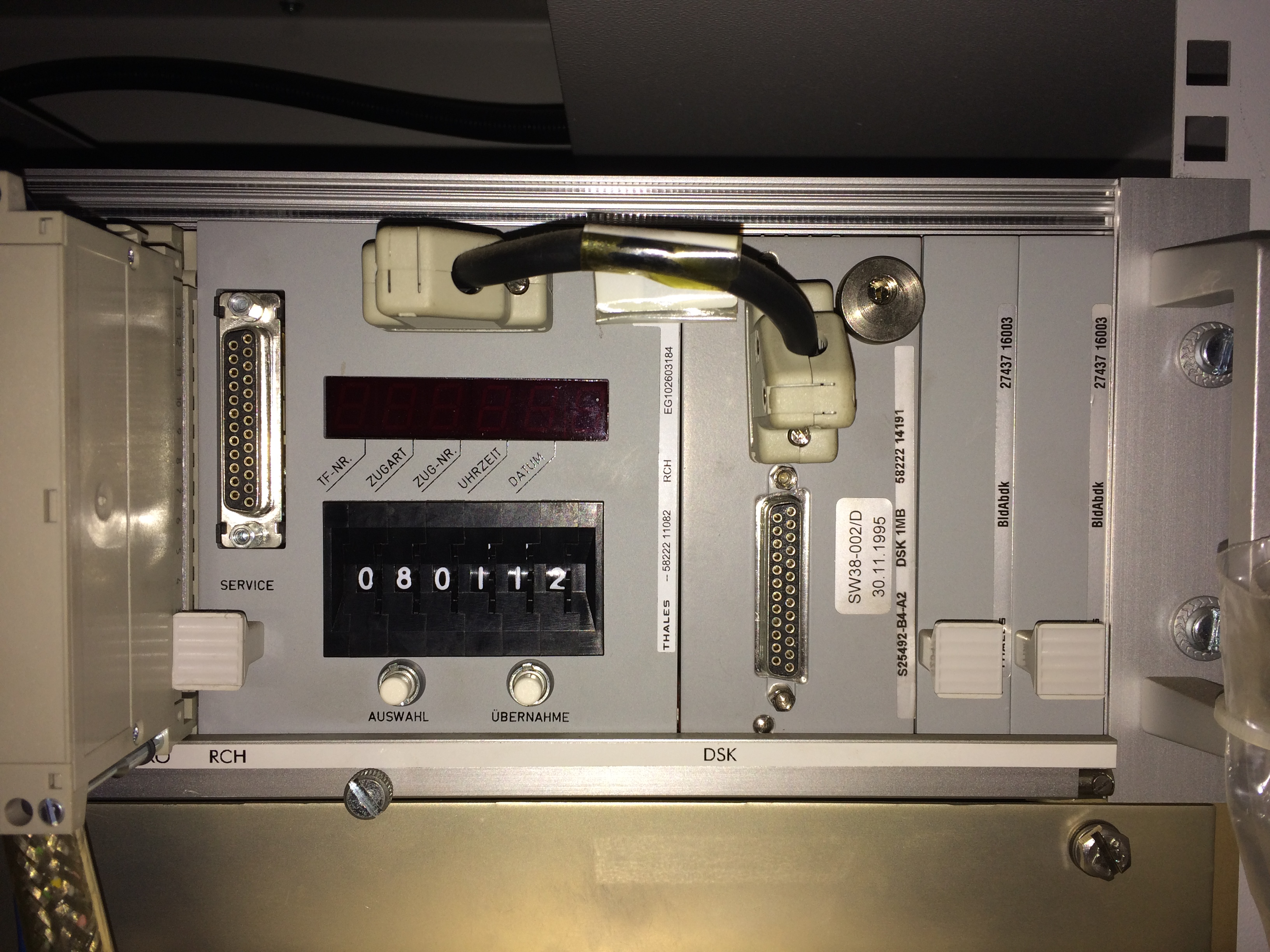
Bauform I60R mit Daumenradschalter
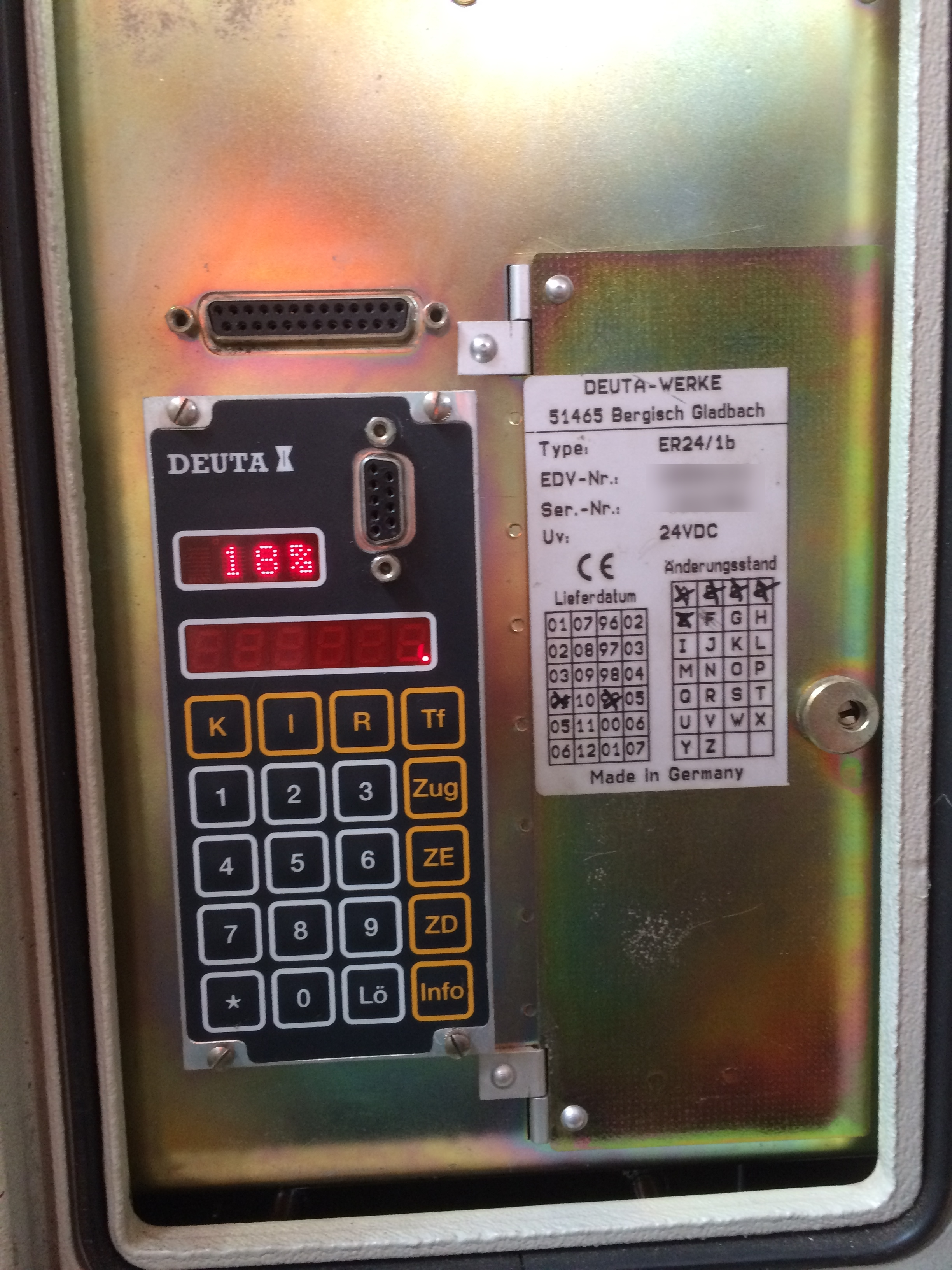
Bauform I60/ER24

## Sicherheitslücken

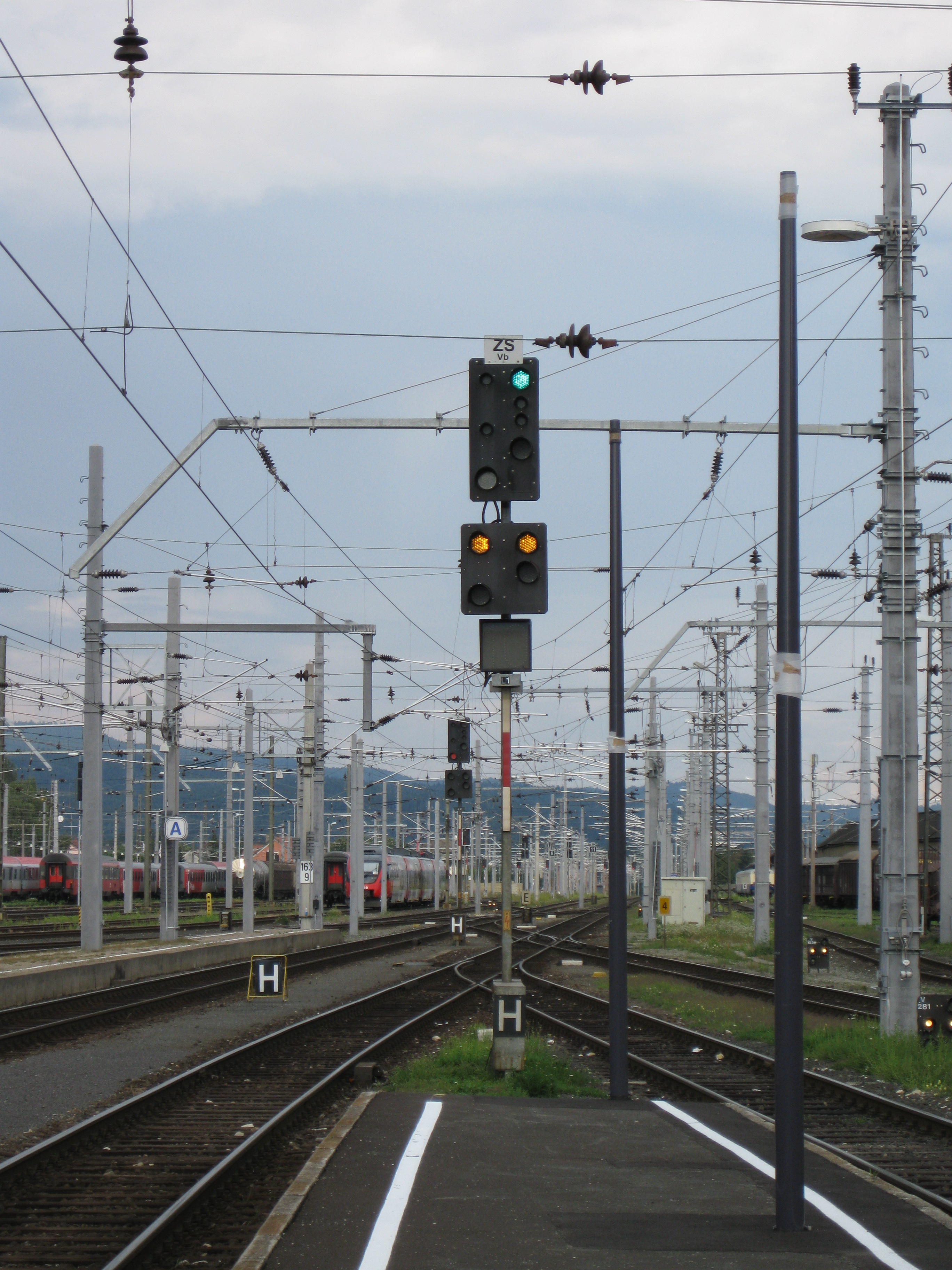
Österreichisches Hauptsignal (oben) und darunter Vorsignal. Die flexiblen Vorsignalabstände in Österreich passen schlecht zum Betriebsprogramm der PZB 90.

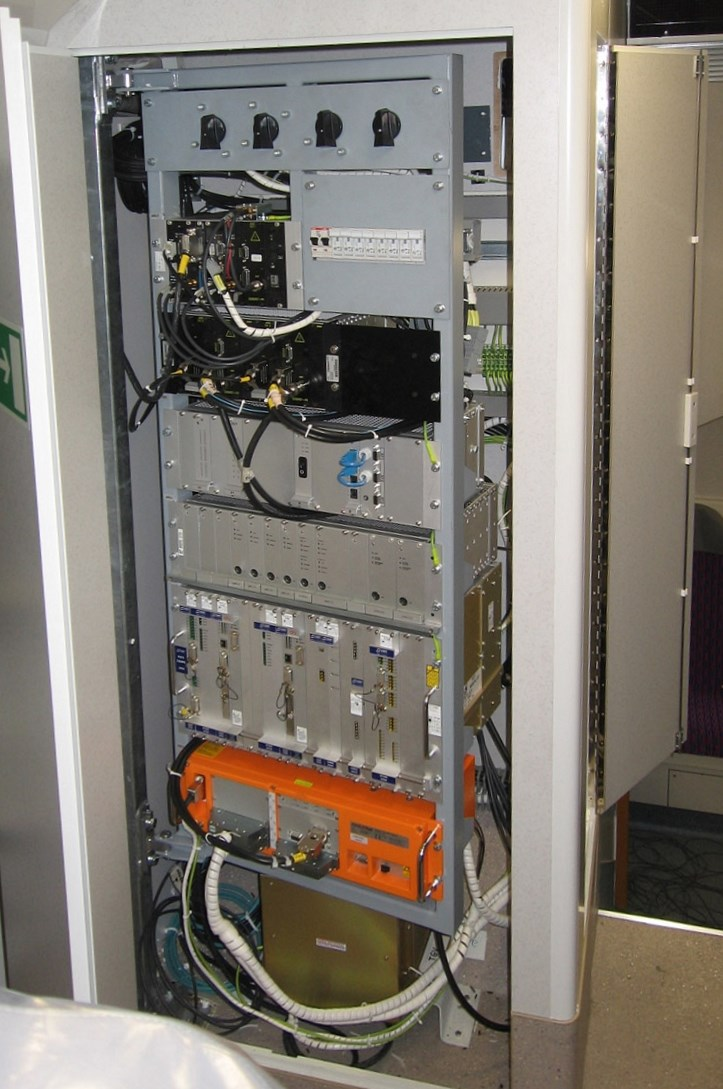
ETCS-Fahrzeugrechner (European Vital Computer). Über ein STM kann die PZB in das ETCS-Fahrzeuggerät eingebunden werden.

Wegen der fehlenden Rückmeldung über die korrekte Funktion gilt die streckenseitige Ausrüstung der PZB als signaltechnisch nicht sicher, weil sie nach dem Arbeitsstromprinzip wirkt. Ausfälle der Streckeneinrichtung sind nur durch besondere Prüfungen feststellbar. Trotzdem ist die PZB sehr zuverlässig, denn die Streckenausrüstung ist aus rein passiven Bauteilen aufgebaut, die keine Stromversorgung benötigen. Die Steuerung besteht bei Formsignalen aus Kontakten von Flügel- und Scheibenstromschließern und bei Lichtsignalen aus von der Signalgruppe gesteuerten Anschaltrelais, die wegen des lastlosen Schaltens kaum störungsanfällig sind. Viele Einzelheiten sind so ausgelegt, dass sich Störungen nach der sicheren Seite auswirken (die Streckeneinrichtung also ständig wirksam ist).
Die Betriebsvorschriften in Österreich passen nur zum Teil zum Betriebsprogramm der PZB 90. Die bei den ÖBB üblichen flexiblen Bremsweglängen sind nicht mit der Überwachung der Bremskurve abgestimmt. Die kontinuierliche Bremswegüberwachung der PZB 90 bedingt einheitliche Vorsignalabstände, wie sie insbesondere im Netz der ehemaligen Deutschen Bundesbahn üblich sind. Ein flächendeckender Ersatz der PZB durch das Nachfolgesystem ETCS wird aus finanziellen Gründen längere Zeit in Anspruch nehmen. (siehe auch: Indusi: Österreich)

## Weitere Entwicklung
Mit der Software-Version 2.0 wurden Fehler der PZB 90 behoben. Bis dahin war es möglich, durch Umlegen des Richtungsschalters in die Stellung rückwärts und anschließend wieder vorwärts die restriktive 500-Hz-Prüfung unberechtigterweise abzubrechen. Kam bisher ein Triebfahrzeug so zum Stehen, dass sich der PZB-Fahrzeugmagnet genau über dem Gleismagneten befand, war eine Weiterfahrt nur durch Einlegen des Störschalters möglich.
Seit kurzem werden viele im Zugleitbetrieb betriebene Strecken mit PZB zu technisch unterstütztem Zugleitbetrieb nachgerüstet, da nun Möglichkeit besteht, gesteuerte 2000-Hz-Magnete ohne Kopplung an ein Hauptsignal einzubauen. Diese Gleismagnete werden durch Zugleiter ferngesteuert unwirksam geschaltet oder arbeiten autark.
Der grenzüberschreitende Einsatz vieler Triebfahrzeuge bedingt den Einbau mehrerer Zugbeeinflussungssysteme. Die Kosten dafür versucht man mit generischen Zugbeeinflussungsrechnern im Griff zu halten. Ist ein Fahrzeug mit einem ETCS-Fahrzeuggerät ausgerüstet, kommt auf Strecken ohne ETCS-Ausrüstung ein Specific Transmission Module (STM) zum Einsatz, um die von der nationalen Streckenausrüstung übertragenen Informationen zu empfangen, zu verarbeiten und an den Fahrzeugrechner weiterzuleiten. Die PZB 90 ist dabei ein Klasse-B-System.
Der Lenkungskreis Fahrzeuge des Eisenbahn-Bundesamtes beschloss im August 2014, im Zusammenhang mit der EBO-Änderung vom 25. Juli 2012, dass bei zukünftigen Fahrzeugzulassungen eine technische Überwachung im Störbetrieb auf eine Höchstgeschwindigkeit von 50 km/h (statt vormals 100 km/h) zu berücksichtigen ist.
Im Juni 2022 schrieb die Deutsche Bahn einen PZB-Rahmenvertrag mit einem geschätzten Gesamtwert von 121 Millionen Euro aus. Im Rahmen der Induktionssicherung anfahrender Züge (INA) sollen Bahnsteigausfahrten mit 500-Hz-Magneten nachgerüstet werden. Betroffen sind rund 1800 Betriebsstellen.  Damit soll einer neuen Richtlinie Rechnung getragen werden: Die INA-Ausrüstung war vormals vom konkreten Betriebsprogramm abhängig (Länge und Beschleunigungsvermögen der Züge). Dadurch wurde beim Wechsel des Betreibers oder der eingesetzten Fahrzeugtypen regelmäßig eine Neuplanung der INA-Ausrüstung notwendig. Die neue Richtlinie sieht eine dauerhaft betriebsprogrammunabhängige INA-Ausrüstung vor.

## Sondervarianten

### AVG-Modus
Die Albtal-Verkehrs-Gesellschaft entwickelte zur Beschleunigung der Betriebsabwicklung eine eigene Variante der PZB 90 für Fahrzeuge mit gutem Bremsvermögen. In dieser ist die Zugart O fest eingestellt. Abweichend vom PZB-90-Standard wird bei einem Halt ({\displaystyle v_{\text{ist}}} < 10 km/h für mindestens 15 s) innerhalb von 500 m hinter einer 1000-Hz-Beeinflussung die Geschwindigkeit nur auf 65 km/h begrenzt. Hierbei blinken die Leuchtmelder 70 und 85 gleichzeitig, was als „Gleichtaktblinken“ bezeichnet wird, und eine Befreiung ist daraufhin erst nach 800 m ab Beeinflussung möglich. Außerdem wird dieser AVG-Modus bei einer darauffolgenden 500-Hz-Beeinflussung nicht als restriktiver Modus übergeben. Diese Variante der PZB wurde auch von der RegioTram Kassel übernommen.

### Version AKN
Die PZB‑90 Version AKN unterscheidet sich von der üblichen Standard‑PZB 90 primär durch an die Infrastruktur der AKN angepasste Parameter – besonders kürzere Vorsignalabstände und geänderte Bremskurven: In AKN‑Strecken ist der Abstand zwischen Vorsignal und Hauptsignal typischerweise nur 400 m statt 700 m wie bei DB‑Standard. Daher verlangt die AKN-Variante eine strengere, schnellere Geschwindigkeitsanpassung nach einer 1000‑Hz-Beeinflussung. Die Bremskurven sind entsprechend schärfer abgestimmt: die Geschwindigkeit muss schneller reduziert werden, damit innerhalb der kürzeren Strecke das Schutzziel erreicht wird. Fahrzeuge müssen für AKN‑Zugarten speziell ausgerüstet sein und die PZB-Überwachungsfunktionen der Brems- und Beschleunigungsparameter müssen zur AKN-Infrastruktur passen. Ohne diese Anpassung müssen Züge auf AKN‑Strecken mindestens in unterer Zugart, mit höchstens 60 km/h und Bremsstellung P fahren. Die AKN‑Version ist eine eigene PZB‑90‑Konfiguration, genauer abgestimmt auf kürzere Signalabstände und geringeren Bremsweg – mit entsprechend angepassten Zuggerät-Einstellungen – um das gleiche Sicherheitsniveau wie die PZB 90 zu gewährleisten.

### I60M
Als die Ausrüstung von Fahrzeugen mit PZB 90 verpflichtend wurde, entschied sich DB Schenker Rail (heute DB Cargo) bei den Baureihen 36x die noch auf Relaistechnik basierende I60 so umzubauen, dass eine vergleichbare Sicherheit wie bei PZB 90 erreicht wird. Nach einer 1000-Hz-Beeinflussung läuft hierbei eine Bremskurve, die nach 45 Sekunden 25 km/h erreicht. Nach einer 500-Hz-Beeinflussung wird auf 10 km/h überwacht, jedoch wird bei einer 2000-Hz-Beeinflussung bei betätigter Befehlstaste nur auf 60 km/h überwacht. Der Störschalter kann bei dieser Bauform auch während der Fahrt ohne Zwangsbremsung betätigt werden.

### S-Bahn Hamburg
Aufgrund der kurzen Vorsignalabstände wird bei der S-Bahn Hamburg eine PZB-Variante verwendet, die auf niedrigere Geschwindigkeiten überwacht und teilweise auf den restriktiven Modus verzichtet. Diese Variante ist auf den Strecken der S-Bahn Hamburg Zugangsvoraussetzung, weshalb auch auf anderen Strecken verkehrende Fahrzeuge eine Umstelleinrichtung besitzen müssen. Fahrzeuge für Mischbetrieb besitzen hierbei entweder eine zusätzliche Reihe blauer Leuchtmelder, oder die LM 70 und 85 leuchten an Stelle des LM 65 gleichzeitig.
Nach einer 1000-Hz-Beeinflussung muss nach 18 Sekunden in Verbindung mit einer zurückgelegten Strecke von 300 m eine Geschwindigkeit von 65 km/h unterschritten sein. Nach 200 m besteht die Möglichkeit der Befreiung (LM 1000 Hz erlischt), sofern nicht inzwischen eine 500-Hz-Beeinflussung erfolgt ist. Der Zustand nach Erlöschen des LM dient außerdem als Beginn des Startprogramms. Bei einer 500-Hz-Beeinflussung muss die Geschwindigkeit innerhalb von 80 m von 50 auf maximal 42 km/h reduziert werden. Bei einer 500-Hz-Beeinflussung innerhalb von 90 m nach Abfahrt wird der restriktive Modus wirksam, in dem auf 20 km/h überwacht wird. Ein restriktiver Modus bei 1000-Hz-Beeinflussung existiert in dieser Variante nicht.
500-Hz-Magnete werden hier nur eingebaut, wenn die Schutzstrecke hinter einem haltzeigenden Signal für eine 2000-Hz-Zwangsbremsung aus der vollen bzw. örtlichen Höchstgeschwindigkeit nicht ausreichen würde; und zwar in einem Abstand zum maßgebenden Schutzpunkt, der sowohl dem Schnellbremsweg vom 500-Hz-Magneten aus als auch dem Schnellbremsweg für mindestens 45 km/h (bei besonders beengten Verhältnissen 42 km/h) ab dem 2000-Hz-Gleismagnet entspricht.

### Bauart HGK
Für das Netz der Häfen und Güterverkehr Köln gibt es wegen des Regelbremswegs von 400 m die Variante „PZB90 – Bauart HGK –“. Hierbei beginnt 2,5 s nach einer 1000-Hz-Beeinflussung eine 24 s lange lineare Bremskurve von 60 auf 30 km/h. Nach 400 m ist eine Befreiung möglich, selbsttätig endet die Überwachung wie bei der DB-PZB nach 1250 m. Bei Betätigen der Befehlstaste ist bei der HGK-PZB eine Geschwindigkeit bis 45 km/h möglich. Die Fahrzeuge besitzen hierfür eine manuelle Umschalteinrichtung und einen zusätzlichen Leuchtmelder „30“.
Mit anderen PZB-Bauarten ist auf dem Netz der HGK nur eine Höchstgeschwindigkeit von 40 km/h zulässig.